# 친일파 708인 명단 - 도 참여관
친일파 708인 명단 - 도 참여관은 2002년 민족정기를 세우는 국회의원모임에서 발표한 친일파 708인 명단 가운데 도 참여관을 지낸 103명의 명단이다. 유형이 중복되는 경우에는 이름 옆에 해당 유형을 부기했다.

## 〈도 참여관〉 목록 (103명)

### 가
- 강필성 (姜弼成) : 전라남도, 함경남도 - 중추원, 도지사, 조선총독부 사무관
- 계광순 (桂珖淳) : 강원도 - 조선총독부 사무관, 경시
- 고원훈 (高元勳) : 전라남도, 경상북도, 평안남도, 경기도, 평안북도 - 중추원, 도지사, 군수산업 관련자
- 구두경 (具斗敬) : 경상북도[1]
- 구자경 (具滋璟) : 경상북도 - 조선총독부 사무관, 경시
- 권중식 (權重植) : 평안남도 - 조선총독부 사무관
- 김관현 (金寬鉉) : 함경북도, 전라남도 - 중추원, 도지사
- 김대우 (金大羽) : 전라남도, 경상남도 - 도지사, 조선총독부 사무관
- 김덕기 (金悳基) : 평안북도, 경상남도 - 조선총독부 사무관, 애국자 살상자
- 김동훈 (金東勳) : 경기도 - 조선총독부 사무관
- 김병태 (金秉泰) : 평안남도 - 조선총독부 사무관
- 김상연 (金祥演) : 강원도
- 김서규 (金瑞圭) : 함경북도, 평안남도 - 중추원, 도지사
- 김시권 (金時權) : 경상북도 - 조선총독부 사무관
- 김시명 (金時明) : 황해도 - 조선총독부 사무관
- 김영배 (金永培) : 황해도 - 중추원, 조선총독부 사무관, 경시
- 김영상 (金永祥) : 전라북도, 함경남도, 황해도, 평안남도 - 조선총독부 사무관
- 김영진 (金英鎭): 함경북도, 함경남도, 경상남도, 경상북도, 전라북도 - 중추원
- 김영한 (金影漢) : 황해도[2]
- 김완목 (金完睦) : 충청북도[3]
- 김우영 (金雨英) : 충청남도 - 중추원, 조선총독부 사무관
- 김윤정 (金潤晶) : 전라북도, 경기도 - 중추원, 도지사
- 김창영 (金昌永) : 전라남도 - 조선총독부 사무관, 경시
- 김창한 (金彰漢) : 황해도 - 중추원
- 김태석 (金泰錫) : 함경남도, 경상남도 - 중추원, 조선총독부 사무관, 애국자 살상자, 경시
- 김한목 (金漢睦) : 충청북도 - 중추원
- 김화준 (金化俊) : 충청북도 - 중추원, 조선총독부 사무관

### 나
- 남궁영 (南宮營) : 충청남도, 경상남도 - 중추원, 도지사, 조선총독부 사무관

### 라
- 류시환 (柳時煥) : 함경북도[4]

### 바
- 박상준 (朴相駿) : 평안남도 - 일진회, 일본 귀족원 의원 및 제국의회 의원, 중추원, 친일단체
- 박승봉 (朴勝鳳) : 함경남도, 평안남도 - 중추원
- 박영철 (朴榮喆) : 함경북도, 전라북도 - 중추원, 도지사
- 박용구 (朴容九) : 경기도, 전라남도, 전라북도 -  중추원, 조선총독부 사무관
- 박재홍 (朴在弘) : 평안남도 - 도지사, 조선총독부 사무관
- 박철희 (朴喆熙) : 충청북도, 전라남도 - 중추원
- 백흥기 (白興基) : 황해도

### 사
- 상호 (尙灝) : 충청북도, 경상남도, 함경남도 - 중추원
- 서기순 (徐紀淳) : 충청남도 - 경시
- 서상면 (徐相勉) : 충청북도
- 석명선 (石明瑄) : 강원도 - 중추원
- 석진형 (石鎭衡) : 전라남도 - 도지사
- 손영목 (孫永穆) : 강원도, 경상남도 - 도지사, 조선총독부 사무관, 기타
- 송문헌 (宋文憲) : 강원도, 함경남도 - 도지사, 조선총독부 사무관
- 송문화 (宋文華) : 평안북도 - 중추원, 조선총독부 사무관
- 송찬도 (宋燦道) : 함경북도 - 조선총독부 사무관
- 신석린 (申錫麟) : 경상남도, 경상북도 - 중추원, 도지사, 친일단체
- 심환진 (沈晥鎭) : 경상남도, 황해도 - 중추원

### 아
- 안종철 (安鍾哲) : 충청북도 - 중추원
- 양재하 (楊在河) : 충청북도 - 조선총독부 사무관
- 어윤적 (魚允迪) : 경기도 - 중추원, 조선총독부 국장
- 엄창섭 (嚴昌燮) : 경상남도, 함경남도 - 중추원, 도지사, 조선총독부 국장, 조선총독부 사무관
- 원은상 (元殷常) : 충청북도
- 원응상 (元應常) : 전라남도 - 중추원, 도지사
- 유기호 (柳基浩) : 강원도, 황해도, 경상북도, 평안남도 - 중추원
- 유만겸 (兪萬兼) : 평안북도, 경상북도, 평안남도, 충청남도 - 중추원, 도지사, 조선총독부 사무관
- 유성준 (兪星濬) : 충청북도, 경기도 - 중추원, 도지사
- 유승흠 (柳承欽) : 함경남도 - 중추원
- 유시환 (柳時煥) : 함경북도 - 조선총독부 사무관
- 유진명 (兪鎭明) : 황해도
- 유진순 (劉鎭淳) : 평안북도, 평안남도, 강원도 - 중추원, 도지사, 기타
- 유혁로 (柳赫魯) : 경기도 - 중추원, 도지사
- 윤갑병 (尹甲炳) : 평안북도, 경상북도 - 일진회, 중추원, 도지사, 친일단체
- 윤상희 (尹相曦) : 전라북도 - 조선총독부 사무관
- 윤태빈 (尹泰彬) : 경기도 - 도지사, 조선총독부 사무관
- 이계한 (李啓漢) : 강원도, 경기도 - 중추원, 조선총독부 사무관, 경시
- 이기방 (李基枋) : 황해도, 함경북도 - 도지사, 조선총독부 사무관
- 이범래 (李範來) : 함경북도, 평안남도
- 이범익 (李範益) : 경상남도  - 중추원, 도지사,  , 조선총독부 사무관
- 이성근 (李聖根) : 함경북도 - 도지사, 조선총독부 사무관, 애국자 살상자, 경시, 기타
- 이원보 (李源甫) : 평안북도, 전라남도  - 중추원, 도지사, 조선총독부 사무관, 애국자 살상자, 경시
- 이윤영 (李胤榮) : 함경북도
- 이종국 (李鍾國) : 함경남도, 평안남도 - 조선총독부 사무관
- 이종은 (李鍾殷) : 전라북도
- 이창근 (李昌根) : 경상북도, 경기도 - 도지사, 조선총독부 사무관
- 이택규 (李宅珪) : 충청남도, 충청북도 - 중추원
- 이학규 (李鶴圭) : 강원도
- 이해용 (李海用) : 함경북도, 경상북도 -  조선총독부 사무관
- 임문석 (林文碩) : 충청남도 - 조선총독부 사무관
- 임헌평 (林憲平) : 경기도 - 조선총독부 사무관

### 자
- 장기창 (張基昌) : 평안북도 - 조선총독부 사무관, 경시
- 장석원 (張錫元) : 황해도, 함경남도  - 중추원,  기타
- 장윤식 (張潤植) : 황해도, 충청북도 - 중추원, 조선총독부 사무관
- 장헌근 (張憲根) : 함경북도 - 중추원, 경시, 기타
- 장헌식 (張憲植) : 평안남도 - 중추원, 도지사, 조선총독부 사무관, 기타
- 정교원 (鄭僑源) : 전라북도, 전라남도 - 중추원, 도지사, 조선총독부 사무관
- 정란교 (鄭蘭敎) : 충청남도 - 중추원
- 정연기 (鄭然基) : 전라북도 - 중추원, 도지사, 조선총독부 사무관
- 정용신 (鄭用信) : 경상북도 - 조선총독부 사무관
- 조경하 (趙鏡夏) : 충청남도 - 중추원, 조선총독부 사무관
- 조병교 (趙秉敎) : 함경남도
- 조종춘 (趙鍾春) : 강원도 - 조선총독부 사무관, 경시
- 주영환 (朱榮煥) : 충청남도, 경상남도, 평안남도 - 중추원, 조선총독부 사무관

### 차
- 최익하 (崔益夏) : 평안북도 - 조선총독부 사무관
- 최정덕 (崔廷德) : 경상북도, 경상남도
- 최지환 (崔志煥) : 평안북도, 충청남도  - 중추원, 경시
- 최창홍 (崔昌弘) : 충청북도 - 조선총독부 사무관, 경시

### 하
- 한규복 (韓圭復) : 충청남도, 경상북도 - 중추원, 도지사
- 한동석 (韓東錫) : 황해도 - 조선총독부 국장, 조선총독부 사무관, 경시
- 현헌 (玄櫶) : 강원도 - 중추원
- 홍승균 (洪承均) : 경상북도 - 도지사, 조선총독부 사무관, 기타
- 홍영선 (洪永善) : 전라남도, 함경남도 - 조선총독부 사무관
- 홍종국 (洪鍾國) : 강원도 - 중추원, 조선총독부 사무관

## 같이 보기
- 민족문제연구소의 친일인명사전 수록예정자 명단 - 관료
- 대한민국 정부 발표 친일반민족행위자 명단 - 통치 기구